# Nati nel 1938/Luglio
| Questa pagina contiene informazioni ricavate automaticamente dalle voci biografiche con l'ausilio del template Bio e di un bot. L'aggiornamento è periodico e automatico e ricostruisce completamente la pagina. Se manca una persona in questa lista, sei pregato di non aggiungerla, ma accertati piuttosto che la sua voce biografica contenga il template Bio e che i dati anagrafici siano correttamente compilati. Se il template Bio manca, inseriscilo tu stesso o, in alternativa, metti l'avviso {{tmp\|Bio}} che ne segnala la mancanza. Se i dati riportati sono sbagliati, correggi direttamente la voce biografica; le modifiche saranno visibili in questa lista entro pochi giorni. Per chiarimenti vedi il progetto biografie. La lista contiene solo le 211 persone che sono citate nell'enciclopedia e per le quali è stato implementato correttamente il template Bio. Pagina aggiornata al 18 ago 2025. |

- 1º luglio - Jeanne Ashworth, pattinatrice di velocità su ghiaccio statunitense († 2018)
- 1º luglio - Hariprasad Chaurasia, compositore e musicista indiano
- 1º luglio - Gianfredo Comazzi, imprenditore italiano
- 1º luglio - Panikos Krystallīs, calciatore e allenatore di calcio cipriota († 2025)
- 1º luglio - Susan Maughan, cantante e attrice britannica
- 1º luglio - Radivoje Ognjanović, allenatore di calcio e calciatore jugoslavo († 2011)
- 1º luglio - Dick Rutan, militare, aviatore e politico statunitense († 2024)
- 1º luglio - László Tóth, operaio ungherese († 2012)
- 2 luglio - Marcel Artélésa, calciatore francese († 2016)
- 2 luglio - Albino Cella, allenatore di calcio e ex calciatore italiano
- 2 luglio - Joseph Anthony Galante, vescovo cattolico statunitense († 2019)
- 2 luglio - David Owen, politico britannico
- 2 luglio - Bill Wold, ex cestista statunitense
- 3 luglio - Adriano Aragozzini, giornalista, produttore discografico e produttore teatrale italiano
- 3 luglio - Suor Germana, religiosa e scrittrice italiana († 2020)
- 3 luglio - Giulio Saraudi, pugile italiano († 2005)
- 3 luglio - Rhoda Scott, organista statunitense
- 3 luglio - Sjaak Swart, ex calciatore olandese
- 4 luglio - Vilikton Barannikov, pugile sovietico († 2007)
- 4 luglio - Harry Dowd, calciatore inglese († 2015)
- 4 luglio - Mike Mainieri, vibrafonista, compositore e produttore discografico statunitense
- 4 luglio - Masakatsu Miyamoto, calciatore e allenatore di calcio giapponese († 2002)
- 4 luglio - Ernie Pieterse, pilota automobilistico sudafricano († 2017)
- 4 luglio - Steven Rose, biologo britannico († 2025)
- 4 luglio - Bill Withers, cantante e musicista statunitense († 2020)
- 4 luglio - Alvise Zichichi, scacchista italiano († 2003)
- 5 luglio - Bruno Benetti, calciatore italiano († 2010)
- 5 luglio - Salvatore Coco, politico italiano
- 5 luglio - Fan Zeng, pittore, poeta e scrittore cinese
- 5 luglio - Óscar Hahn, poeta, saggista e critico letterario cileno
- 5 luglio - Carlo Vomiero, calciatore italiano († 2018)
- 5 luglio - Sonny West, attore e stuntman statunitense († 2017)
- 6 luglio - Oleh Bazylevyč, allenatore di calcio e calciatore sovietico († 2018)
- 6 luglio - Emilio Delle Piane, attore italiano († 2014)
- 6 luglio - François Luambo Makiadi, chitarrista, cantante e compositore della Repubblica Democratica del Congo († 1989)
- 6 luglio - Benito Mazzi, scrittore e giornalista italiano († 2022)
- 6 luglio - Luana Patten, attrice statunitense († 1996)
- 6 luglio - Joaquín Rojas, cestista filippino († 2018)
- 7 luglio - Franco Andolfo, cantante e compositore italiano († 2012)
- 7 luglio - Jan Assmann, storico e egittologo tedesco († 2024)
- 7 luglio - Roberto Barbon, astronomo italiano
- 7 luglio - Paolo Bernasconi, ex calciatore italiano
- 7 luglio - Hermann Huppen, fumettista belga
- 7 luglio - Mario Pescante, dirigente sportivo, saggista e politico italiano
- 7 luglio - Franco Summa, artista e architetto italiano († 2020)
- 8 luglio - Alan Aldridge, illustratore britannico († 2017)
- 8 luglio - Maffeo Bellicini, criminale italiano
- 8 luglio - Axel Berg, calciatore norvegese († 2020)
- 8 luglio - Julia Carson, politica statunitense († 2007)
- 8 luglio - Giorgio Gangi, politico italiano († 2013)
- 8 luglio - Arminda Malatesta, cestista paraguaiana
- 8 luglio - Silvia Metzeltin Buscaini, geologa, alpinista e scrittrice svizzera
- 8 luglio - Andrej Vasil'evič Mjagkov, attore sovietico († 2021)
- 9 luglio - Lija Achedžakova, attrice e doppiatrice sovietica
- 9 luglio - Al Butler, cestista statunitense († 2000)
- 9 luglio - Frank Crüsemann, teologo tedesco
- 9 luglio - Brian Dennehy, attore e regista statunitense († 2020)
- 9 luglio - Georges Frêche, politico francese († 2010)
- 9 luglio - Gigi Petyx, fotoreporter italiano († 2022)
- 9 luglio - Philippe Pottier, calciatore svizzero († 1985)
- 10 luglio - Paul Andreu, ingegnere, architetto e scrittore francese († 2018)
- 10 luglio - Claudio Dini, architetto italiano
- 10 luglio - Silvana Fachin Schiavi, politica italiana
- 10 luglio - Franco Fontana, ex calciatore italiano
- 10 luglio - Vincenzo La Russa, avvocato italiano († 2021)
- 10 luglio - Vieri Magli, calciatore italiano († 2017)
- 10 luglio - Hugh Mellor, filosofo britannico († 2020)
- 10 luglio - Lee Morgan, trombettista statunitense († 1972)
- 10 luglio - Tura Satana, attrice statunitense († 2011)
- 11 luglio - Jacky Lee, giocatore di football americano statunitense († 2016)
- 11 luglio - Edgar Mrugalla, pittore tedesco († 2016)
- 12 luglio - Giovanni Battista Colurcio, politico italiano
- 12 luglio - Eiko Ishioka, costumista e grafica giapponese († 2012)
- 12 luglio - Wieger Mensonides, ex nuotatore olandese
- 12 luglio - Riccardo Petrazzi, attore e stuntman italiano († 2003)
- 12 luglio - Ray Scott, ex cestista e allenatore di pallacanestro statunitense
- 13 luglio - Sveva Casati Modignani, scrittrice e giornalista italiana
- 13 luglio - Lino Cerati, ex tiratore a segno italiano
- 13 luglio - Gino Lavagetto, attore e sceneggiatore italiano
- 13 luglio - Gilbert Le Chenadec, ex calciatore francese
- 13 luglio - Myroslav Skoryk, compositore ucraino († 2020)
- 13 luglio - Željko Troskot, ex cestista jugoslavo
- 13 luglio - Michael Verhoeven, regista e sceneggiatore tedesco († 2024)
- 13 luglio - Sheila Widnall, ingegnere, insegnante e dirigente pubblica statunitense
- 14 luglio - Guram Cchovrebov, calciatore sovietico († 1998)
- 14 luglio - James Christy, astronomo statunitense
- 14 luglio - Ketty La Rocca, artista italiana († 1976)
- 14 luglio - Jean-Louis Leonetti, calciatore francese († 2020)
- 14 luglio - Giorgio Noseda, medico svizzero
- 14 luglio - Roberto Maria Radice, imprenditore e politico italiano († 2012)
- 14 luglio - Jerry Rubin, politico e attivista statunitense († 1994)
- 14 luglio - Moshe Safdie, architetto israeliano
- 14 luglio - Sergio Tardioli, attore italiano († 2023)
- 15 luglio - Silvio Fagiolo, diplomatico italiano († 2011)
- 15 luglio - Enrique Figuerola, ex velocista cubano
- 15 luglio - Barry Goldwater Jr., politico statunitense
- 15 luglio - Roberto Luise, ex rugbista a 15 italiano
- 15 luglio - Andy McEvoy, calciatore irlandese († 1994)
- 15 luglio - Gianfranco Rocelli, politico italiano
- 15 luglio - Luis Suárez, calciatore argentino († 2005)
- 16 luglio - Carmelo Ortega, allenatore di pallacanestro cubano († 2016)
- 16 luglio - César Ramón Ortega Herrera, vescovo cattolico venezuelano († 2021)
- 16 luglio - Alberto Zignani, generale italiano († 2021)
- 17 luglio - Franz Alt, giornalista e saggista tedesco
- 17 luglio - Tom Moore, ex giocatore di football americano statunitense
- 18 luglio - John Connelly, calciatore inglese († 2012)
- 18 luglio - Roby Crispiano, cantautore italiano († 2000)
- 18 luglio - Hampton Fancher, attore, sceneggiatore e produttore cinematografico statunitense
- 18 luglio - Lennart Hjulström, attore e regista svedese († 2022)
- 18 luglio - York Larese, cestista e allenatore di pallacanestro statunitense († 2016)
- 18 luglio - Renzo Pasolini, pilota motociclistico italiano († 1973)
- 18 luglio - Jan Stanisław Skorupski, poeta, scrittore e saggista polacco
- 18 luglio - Ian Stewart, musicista britannico († 1985)
- 18 luglio - Paul Verhoeven, regista, produttore cinematografico e sceneggiatore olandese
- 19 luglio - Vakhtang Kikabidze, cantante, attore e politico georgiano († 2023)
- 19 luglio - Sergio Martino, regista e sceneggiatore italiano
- 19 luglio - Jayant Vishnu Narlikar, astrofisico, divulgatore scientifico e scrittore indiano († 2025)
- 20 luglio - Aslan Abashidze, politico georgiano
- 20 luglio - Carlo Ausino, regista e direttore della fotografia italiano († 2020)
- 20 luglio - Deniz Baykal, politico e avvocato turco († 2023)
- 20 luglio - Aleksej Jur'evič German, regista cinematografico e sceneggiatore russo († 2013)
- 20 luglio - Roger Hunt, calciatore inglese († 2021)
- 20 luglio - Ron Johnson, cestista statunitense († 2015)
- 20 luglio - Howie Jolliff, ex cestista statunitense
- 20 luglio - Diana Rigg, attrice britannica († 2020)
- 20 luglio - Igea Sonni, attrice teatrale italiana († 2018)
- 20 luglio - Heinz Strehl, calciatore tedesco († 1986)
- 20 luglio - Mamadou Tandja, politico nigerino († 2020)
- 20 luglio - Louis Theobald, calciatore maltese († 2025)
- 20 luglio - Natalie Wood, attrice statunitense († 1981)
- 21 luglio - Les Aspin, politico statunitense († 1995)
- 21 luglio - Giampiero Calloni, calciatore italiano († 2024)
- 21 luglio - Herman Daly, economista statunitense († 2022)
- 21 luglio - Patricia Elliott, attrice e cantante statunitense († 2015)
- 21 luglio - Francesco Gioia, arcivescovo cattolico italiano
- 21 luglio - Giancarlo Parodi, organista italiano
- 21 luglio - Claudio Rendina, scrittore, poeta e giornalista italiano
- 21 luglio - Janet Reno, politica statunitense († 2016)
- 22 luglio - Paolo Agostinacchio, politico italiano († 2024)
- 22 luglio - Martino Canessa, vescovo cattolico italiano
- 22 luglio - Brian Gallagher, calciatore inglese († 2011)
- 22 luglio - Elena Mannini, costumista italiana († 2024)
- 22 luglio - Mark Rakita, ex schermidore sovietico
- 22 luglio - Terence Stamp, attore britannico († 2025)
- 22 luglio - Ričardas Tamulis, pugile lituano († 2008)
- 23 luglio - Juliet Anderson, attrice pornografica e regista statunitense († 2010)
- 23 luglio - Marcello Cestaro, imprenditore e dirigente sportivo italiano
- 23 luglio - Charles Chandler, militare statunitense († 1968)
- 23 luglio - Ronny Cox, attore e musicista statunitense
- 23 luglio - Götz George, attore tedesco († 2016)
- 23 luglio - Charles Harrelson, criminale statunitense († 2007)
- 23 luglio - Boris Naščёkin, regista sovietico († 1993)
- 23 luglio - Bert Newton, conduttore televisivo e attore australiano († 2021)
- 23 luglio - Petăr Tačev, ex sollevatore bulgaro
- 24 luglio - José Altafini, ex calciatore brasiliano
- 24 luglio - Tim Brown, pattinatore artistico su ghiaccio statunitense († 1989)
- 24 luglio - Horst-Günter Gregor, nuotatore tedesco orientale († 1995)
- 24 luglio - Nils Johansson, ex hockeista su ghiaccio svedese
- 24 luglio - Carlos Lutringer, cestista argentino († 1986)
- 24 luglio - Will Mackenzie, regista e attore statunitense
- 24 luglio - Eugene James Martin, pittore statunitense († 2005)
- 24 luglio - Giuseppe Resta, politico e odontoiatra italiano († 2014)
- 24 luglio - Carlo Vanini, ex calciatore italiano
- 24 luglio - André Vauchez, medievista francese
- 25 luglio - Jurij Capenko, ginnasta sovietico († 2012)
- 25 luglio - Renato Giusti, ex ciclista su strada italiano
- 25 luglio - Jim Harrick, allenatore di pallacanestro statunitense
- 25 luglio - Oscar Pelosi, pittore e incisore italiano († 1996)
- 25 luglio - Renee Victor, attrice statunitense († 2025)
- 26 luglio - Neil Abercrombie, politico statunitense
- 26 luglio - Bobby Hebb, cantautore statunitense († 2010)
- 26 luglio - Martin Koeman, calciatore olandese († 2013)
- 26 luglio - Cesare Maria Ottavi, ingegnere italiano († 2009)
- 26 luglio - Celier Vargas, ex arbitro di calcio boliviano
- 27 luglio - Isabelle Aubret, cantante francese
- 27 luglio - Pierre Christin, scrittore, dialoghista e sceneggiatore francese († 2024)
- 27 luglio - Vezio De Lucia, urbanista italiano
- 27 luglio - Gary Gygax, autore di giochi e scrittore statunitense († 2008)
- 27 luglio - Giorgio Jossa, storico italiano
- 27 luglio - Jerry Juhl, sceneggiatore statunitense († 2005)
- 27 luglio - Miklós Temesvári, allenatore di calcio e ex calciatore ungherese
- 27 luglio - Bill Wyatt, ex cestista australiano
- 28 luglio - Luis Aragonés, allenatore di calcio e calciatore spagnolo († 2014)
- 28 luglio - César Bocachica, ex cestista portoricano
- 28 luglio - Arsen Dedić, cantautore, compositore e attore croato († 2015)
- 28 luglio - Alberto Fujimori, politico peruviano († 2024)
- 28 luglio - Robert Hughes, critico d'arte e saggista australiano († 2012)
- 28 luglio - Sanjeev Kumar, attore indiano († 1985)
- 28 luglio - Chuan Leekpai, politico e avvocato thailandese
- 28 luglio - Anna Sacconi, filologa classica e grecista italiana
- 29 luglio - Enzo G. Castellari, regista, sceneggiatore e montatore italiano
- 29 luglio - Peter Jennings, giornalista canadese († 2005)
- 29 luglio - Fritz Ligges, cavaliere tedesco († 1996)
- 29 luglio - Vicente Rondón, pugile venezuelano († 1992)
- 29 luglio - Milla Sannoner, attrice italiana († 2003)
- 29 luglio - Ursel Scheffler, scrittrice tedesca
- 29 luglio - Klaus Töpfer, politico tedesco († 2024)
- 29 luglio - Pedro Zaballa, calciatore spagnolo († 1997)
- 30 luglio - Michael Bell, doppiatore, attore e direttore del doppiaggio statunitense
- 30 luglio - Rosanna Bettarini, filologa italiana († 2012)
- 30 luglio - Roberto Gil, allenatore di calcio e calciatore spagnolo († 2022)
- 30 luglio - Daniel Hechter, stilista e imprenditore francese
- 30 luglio - Vjačeslav Ivanov, canottiere sovietico († 2024)
- 30 luglio - Juan Francisco Sarasti Jaramillo, arcivescovo cattolico colombiano († 2021)
- 30 luglio - Hervé de Charette, politico francese
- 31 luglio - Eugenio Brambilla, ex calciatore italiano
- 31 luglio - Piero Crociani, storico italiano
- 31 luglio - Bruno Franzini, allenatore di calcio e calciatore italiano († 2017)
- 31 luglio - Ignacio Jáuregui, allenatore di calcio e ex calciatore messicano
- 31 luglio - Pippo Pattavina, attore italiano
- 31 luglio - Laura Schrader, giornalista italiana